# Mecano
Mecano – hiszpański zespół muzyczny grający pop. Większość tekstów została napisana z męskiej perspektywy. Piosenki śpiewała głównie Ana Torroja. Uzyskano tym sposobem kontrast oraz dwuznaczność, które były jednymi z wyróżników zespołu.

## Albumy
- 1982: Mecano
- 1983: ¿Dónde Está El País De Las Hadas?
- 1984: Ya Viene el Sol
- 1985: Mecano: En Concierto
- 1986: Lo Último de Mecano
- 1986: Greenpeace, Salvemos Al Mediterráneo
- 1986: Entre el cielo y el suelo (wersja hiszpańska)
- 1986: Entre el cielo y el suelo (wersja amerykańska)
- 1986: Entre el cielo y el suelo (wydanie francuskie)
- 1988: Descanso Dominical
- 1989: Figlio Della Luna
- 1990: Descanso Dominical
- 1991: Aidalai (wersja hiszpańska)
- 1991: Aidalai (wydanie włoskie)
- 1991: Aidalai (wydanie francuskie)
- 1998: Ana/Jose/Nacho (wersja hiszpańska)
- 1998: Ana/Jose/Nacho (wersja francuska)